# Connie Carpenter-Phinney
Connie Carpenter (Madison, Wisconsin, 26 de febrer de 1957) és una esportista nord-americana que va competir en el patinatge de velocitat sobre gel i en el ciclisme.
En el patinatge va participar en els Jocs Olímpics de Sapporo de 1972 a la prova de 1500 metres amb només catorze anys. Una lesió la va obligar a deixar la pràctica d'aquell esport.
Arran d'això va començar a practicar el ciclisme. Va combinar tant la carretera com la pista. Del seu palmarès destaca la Medalla d'or als Jocs Olímpics de Los Angeles en la prova en ruta.
Es va casar amb el també ciclista Davis Phinney, i és mare de Taylor Phinney. Així també se la coneix com a Connie Carpenter-Phinney.

## Palmarès en ruta
- 1976
  -  Campiona dels Estats Units en ruta
  - 1a al Red Zinger Classic
- 1977
  -  Campiona dels Estats Units en ruta
  - 1a al Red Zinger Classic
- 1979
  -  Campiona dels Estats Units en ruta
- 1981
  -  Campiona dels Estats Units en ruta
  -  Campiona dels Estats Units en contrarellotge
  -  Campiona dels Estats Units en critèrium
- 1982
  -  Campiona dels Estats Units en critèrium
  - 1a al Coors Classic i vencedora d'una etapa
- 1983
  -  Campiona dels Estats Units en critèrium
- 1984
  -  Medalla d'or als Jocs Olímpics de Los Angeles en Ruta
  - Vencedora d'una etapa al Tour de Texas
  - Vencedora de 4 etapes al Coors Classic

## Palmarès en pista
- 1976
  -  Campiona dels Estats Units en Persecució
- 1977
  -  Campiona dels Estats Units en Persecució
- 1979
  -  Campiona dels Estats Units en Persecució
- 1981
  -  Campiona dels Estats Units en Puntuació
- 1982
  -  Campiona dels Estats Units en Puntuació
- 1983
  -  Campiona del món de Persecució